# Beauvois-en-Vermandois
Beauvois-en-Vermandois es una comuna francesa situada en el departamento de Aisne, de la región de Alta Francia.

## Demografía
| 307 | 261 | 275 | 258 | 304 | 306 | 280 | 283 |
| Para los censos de 1962 a 1999 la población legal corresponde a la población sin duplicidades (Fuente: INSEE [Consultar]) |     |     |     |     |     |     |     |